# Candiolo
Candiolo est une commune italienne de la ville métropolitaine de Turin, dans la région Piémont.

## Administration
| Période                                  | Période  | Identité         | Étiquette | Qualité        |
| ---------------------------------------- | -------- | ---------------- | --------- | -------------- |
| 14 juin 2004                             | En cours | Antonio Costanzo |           | centre- gauche |
| Les données manquantes sont à compléter. |          |                  |           |                |

### Communes limitrophes
Orbassano, Nichelino, None, Vinovo, Piobesi Torinese.

### Jumelage
- Pouilly-sous-Charlieu (France) depuis 2007.